# Кицканский плацдарм
Кицка́нский плацдарм (Копанский плацдарм) — стратегический плацдарм советских войск на западном берегу реки Днестр, в районе населённого пункта Кицканы (в 10 км южнее Тирасполя), захваченный войсками 3-го Украинского фронта (генерал армии Р. Я. Малиновский) в ходе Одесской операции 1944 года.

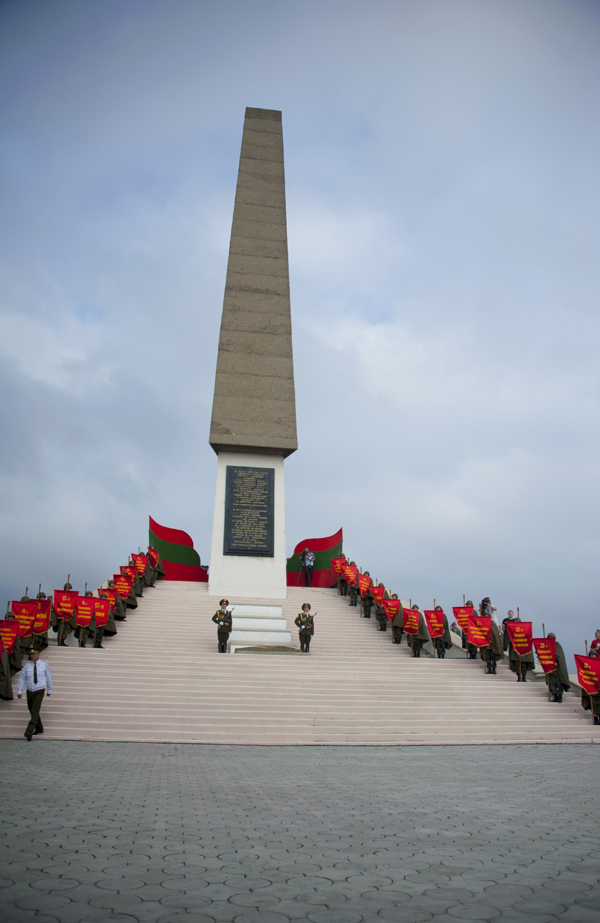
Кицканский плацдарм

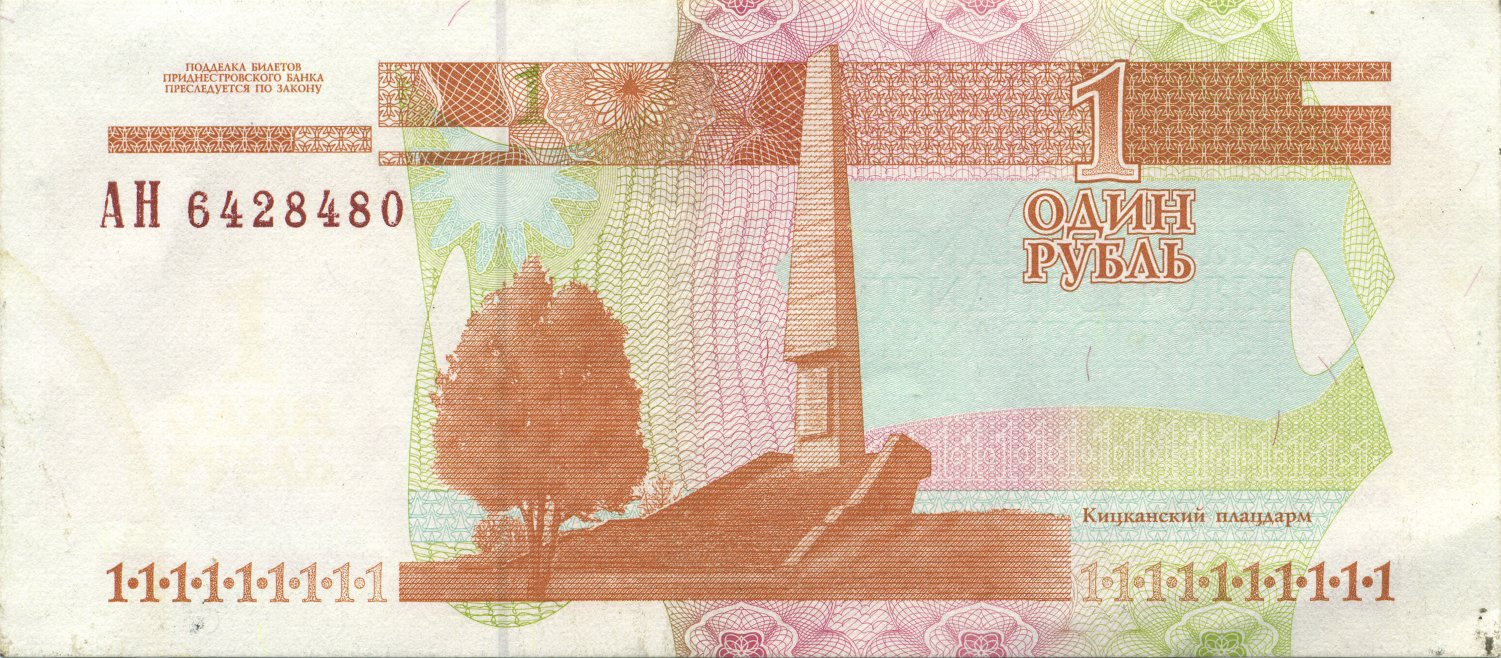
Обелиск боевой Славы на Кицканском плацдарме на приднестровском рубле 2000 года

## Захват плацдарма
14 апреля 1944 года войска 37-й армии (генерал-лейтенант М. Н. Шарохин) форсировали Днестр.
Плацдарм имел размеры по фронту до 18 километров, в глубину 6—10 километров, площадь около 150 км².

## Бои за плацдарм
Бои за удержание плацдарма длились более четырёх месяцев. Советские войска заплатили жизнью 1480 воинов, захороненных в селе Кицканы, и около 1700 — в братских могилах села Копанка.

## Значение плацдарма

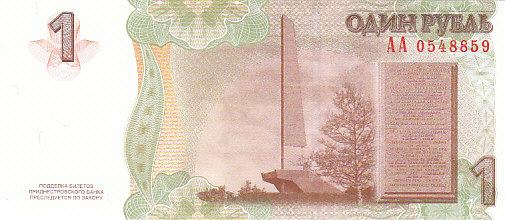
Обелиск Славы и мемориальная доска на приднестровском рубле 2007 года

Кицканский плацдарм был хорошо оборудован в инженерном отношении, что позволило к началу Ясско-Кишинёвской наступательной операции (20—29 августа 1944 года) разместить на его ограниченном пространстве:
- 5 стрелковых корпусов
- 1 механизированный корпус
- 51 артиллерийский полк
- до 30 специальных частей

С Кицканского плацдарма войска 3-го Украинского фронта (с мая 1944 года — генерал армии Ф. И. Толбухин) нанесли главный удар по врагу.

## Память
- 7 мая 1975 года в селе Кицканы состоялось открытие музея Боевой славы[2].
- Обелиск боевой Славы на Кицканском плацдарме (архитектор С. М. Шойхет, 1972) изображён на реверсе приднестровской купюры 2000 года достоинством 1 рубль.